# Équipe de Corée du Sud de Coupe Davis
L'équipe de Corée du Sud de Coupe Davis représente la Corée du Sud à la Coupe Davis.

## Historique
L'équipe prit part pour la première fois à la Coupe Davis en 1960.
La Corée a atteint à trois reprises le 1er tour du groupe mondial :
- en 1981, avec Jeon Young-dai, Jeon Chang-dae et Kim Bong-suk (défaite 5-0 contre la Nouvelle-Zélande). En 1981 pour l'inauguration du groupe mondial, toutes les équipes présentes en demi-finale de leur groupe en 1980 sont sélectionnées pour former les 16 équipe participante. De ce fait la Corée du Sud, avec une défaite en demi-finale 5-0 contre la Nouvelle-Zélande en 1980, se retrouve au 1er tour en 1981 avec 3 joueurs de niveau très faible et complètement inconnus. Au tirage au sort ils retrouvent de nouveau la Nouvelle-Zélande.
- en 1987, avec Kim Bong-soo, Song Dong-wook et Yoo Jin-sun (défaite 5-0 contre la France). En 1986 elle élimine le Pakistan, La Thaïlande puis le Japon, pour atteindre le groupe mondial 1987.
- en 2008, avec Lee Hyung-taik, Jun Woong-sun, Im Kyu-tae et An Jae-sung (défaite 5-0 contre l'Allemagne). En 2007 elle élimine le Kazakhstan, l'Ouzbékistan et la Slovaquie, pour atteindre le groupe mondial 2008. Lee Hyung-taik a atteint la 36e place mondiale en 2007.

## Joueurs de l'équipe
- Chung Hyeon
- Lim Yong-kyu
- Nam Ji Sung